# Llista d'exposicions de l'Espai 13
Llista de les exposicions temporals realitzades a l'Espai 10 i a l'Espai 13 de la Fundació Joan Miró de Barcelona.
| Any  | Autor                                                                   | Exposició                                                                                          | Inici      | Final      | Cicle                                              | Comissariat                                            |
| ---- | ----------------------------------------------------------------------- | -------------------------------------------------------------------------------------------------- | ---------- | ---------- | -------------------------------------------------- | ------------------------------------------------------ |
| 1978 | Jordi Benito                                                            | Barcelona Toro Performance                                                                         | 01/01/1978 | 01/01/1979 | Espai 10                                           | Àmbit de recerca                                       |
| 1978 | Josep Ponsatí                                                           | Josep Ponsatí                                                                                      | 24/02/1978 | 12/03/1978 | Espai 10                                           | Àmbit de recerca                                       |
| 1978 | Maria Teresa Codina                                                     | Sacs, Palles i Sargits                                                                             | 26/01/1978 | 19/02/1978 | Espai 10                                           | Àmbit de recerca                                       |
| 1978 | Carme Serra Viaplana                                                    | Modulació d'espais                                                                                 | 16/03/1978 | 02/04/1978 | Espai 10                                           | Àmbit de recerca                                       |
| 1978 | Xavier Franquesa                                                        | Xavier Franquesa                                                                                   | 01/04/1978 | 31/05/1978 | Espai 10                                           | Àmbit de recerca                                       |
| 1978 | Pilar Palomer                                                           | Pilar Palomer                                                                                      | 05/04/1978 | 23/04/1978 | Espai 10                                           | Àmbit de recerca                                       |
| 1978 | Pere Noguera                                                            | Terrissa de La Bisbal                                                                              | 16/05/1978 | 11/06/1978 | Espai 10                                           | Àmbit de recerca                                       |
| 1978 | Àngels Ribé                                                             | I demà encara plourà                                                                               | 14/06/1978 | 12/07/1978 | Espai 10                                           | Àmbit de recerca                                       |
| 1978 | Antoni Egea                                                             | 1938-1977                                                                                          | 11/07/1978 | 23/07/1978 | Espai 10                                           | Àmbit de recerca                                       |
| 1978 | Alfons Borrell                                                          | Pintura                                                                                            | 14/12/1978 | 07/01/1979 | Espai 10                                           | Àmbit de recerca                                       |
| 1979 | Fina Miralles                                                           | Paisatge                                                                                           | 10/01/1979 | 28/01/1979 | Espai 10                                           | Àmbit de recerca                                       |
| 1979 | Jordi Cerdà                                                             | Reflexions                                                                                         | 31/01/1979 | 18/02/1979 | Espai 10                                           | Àmbit de recerca                                       |
| 1979 | Carles Pujol                                                            | Carles Pujol                                                                                       | 21/02/1979 | 11/03/1979 | Espai 10                                           | Àmbit de recerca                                       |
| 1979 | Ernesto Fontecilla                                                      | Catalunya. Poema                                                                                   | 14/03/1979 | 01/04/1979 | Espai 10                                           | Àmbit de recerca                                       |
| 1979 | Miquel Buades                                                           | Més enllà de la retina. Muntatge tèxtil                                                            | 04/04/1979 | 29/04/1979 | Espai 10                                           | Àmbit de recerca                                       |
| 1979 | Colita i Xavier Olivé                                                   | A rose is a rose, is a rose, is a rose                                                             | 03/05/1979 | 20/05/1979 | Espai 10                                           | Àmbit de recerca                                       |
| 1979 | Bernadette Foulon                                                       | Fusta, Ferro, Pedra                                                                                | 08/05/1979 | 27/05/1979 | Espai 10                                           | Àmbit de recerca                                       |
| 1979 | Pic Adrian                                                              | Art principal                                                                                      | 09/05/1979 | 24/06/1979 | Espai 10                                           | Àmbit der recerca                                      |
| 1979 | Francesc Torres                                                         | Aquesta és una instal·lació que té per títol...                                                    | 16/05/1979 | 10/06/1979 | Espai 10                                           | Àmbit de recerca                                       |
| 1979 | Font Díaz                                                               | A través del vidre                                                                                 | 23/05/1979 | 10/06/1979 | Espai 10                                           | Àmbit de recerca                                       |
| 1979 | Joan Mora                                                               | Escultures                                                                                         | 05/10/1979 | 21/10/1979 | Espai 10                                           | Àmbit de recerca                                       |
| 1979 | Joan Hernández i Casellas                                               | Objectes de sostre. Objectes de taula. Objectes de terra                                           | 12/12/1979 | 06/01/1980 | Espai 10                                           | Àmbit de recerca                                       |
| 1979 | Pep Duran Esteva                                                        | Sabates                                                                                            | 24/10/1979 | 18/11/1979 | Espai 10                                           | Àmbit de recerca                                       |
| 1980 | Rosa Valverde                                                           | El dia i la nit                                                                                    | 09/01/1980 | 27/01/1980 | Espai 10                                           | Àmbit de recerca                                       |
| 1980 | Artur Heras                                                             | Bandera bandera                                                                                    | 06/02/1980 | 09/03/1980 | Espai 10                                           | Àmbit de recerca                                       |
| 1980 | Rosa Vives                                                              | Rosa Vives                                                                                         | 20/02/1980 | 09/03/1980 | Espai 10                                           | Àmbit de recerca                                       |
| 1980 | Susana Solano                                                           | Escultures i dibuixos                                                                              | 02/04/1980 | 20/04/1980 | Espai 10                                           | Àmbit de recerca                                       |
| 1980 | Hannes van Es                                                           | Fotos-Objetos-Pinturas                                                                             | 09/04/1980 | 27/04/1980 | Espai 10                                           | Àmbit de recerca                                       |
| 1980 | Michel Goday                                                            | Michel Goday                                                                                       | 01/10/1980 | 30/11/1980 | Espai 10                                           | Àmbit de recerca                                       |
| 1980 | Nèstor Pellicer                                                         | Retallables de paper per reconstruir el paisatge d'Eivissa                                         | 05/11/1980 | 30/11/1980 | Espai 10                                           | Àmbit de recerca                                       |
| 1980 | Benet                                                                   | F.M.-10, 1980                                                                                      | 13/03/1980 | 30/03/1980 | Espai 10                                           | Àmbit de recerca                                       |
| 1980 | Jaume Plensa                                                            | Estructures                                                                                        | 14/05/1980 | 01/06/1980 | Espai 10                                           | Àmbit de recerca                                       |
| 1980 | Salvador Juanpere Huguet                                                | Vestigis                                                                                           | 17/12/1980 | 11/01/1981 | Espai 10                                           | Àmbit de recerca                                       |
| 1980 | Enric Pladevall-Vila                                                    | Museu de Primavera                                                                                 | 23/04/1980 | 11/05/1980 | Espai 10                                           | Àmbit de recerca                                       |
| 1980 | Merche Hoyos Serra                                                      | Escultures                                                                                         | 30/01/1980 | 17/02/1980 | Espai 10                                           | Àmbit de recerca                                       |
| 1980 | Rufino Mesa                                                             | Reflexions sobre la construcció de la nostra casa                                                  | 30/04/1980 | 18/05/1980 | Espai 10                                           | Àmbit de recerca                                       |
| 1981 | Seve Flores                                                             | Escultures                                                                                         | 01/11/1981 | 30/11/1981 | Espai 10                                           | Àmbit de recerca                                       |
| 1981 | Ernest Puig Rovira                                                      | Variacions sobre una tassa                                                                         | 04/02/1981 | 22/02/1981 | Espai 10                                           | Àmbit de recerca                                       |
| 1981 | Marcel Floris                                                           | Sensibilització de l'espai                                                                         | 07/05/1981 | 07/06/1981 | Espai 10                                           | Àmbit de recerca                                       |
| 1981 | Jean-Pierre Guillemot i Elvira Navares                                  | Pastiches                                                                                          | 08/04/1981 | 03/05/1981 | Espai 10                                           | Àmbit de recerca                                       |
| 1981 | Tom Carr                                                                | Tom Carr                                                                                           | 14/01/1981 | 01/02/1981 | Espai 10                                           | Àmbit de recerca                                       |
| 1981 | Gerard Joncà                                                            | xifrer - xiprer                                                                                    | 16/10/1981 | 08/11/1981 | Espai 10                                           | Àmbit de recerca                                       |
| 1981 | Antoni Forcada                                                          | Desmuntables                                                                                       | 18/03/1981 | 05/04/1981 | Espai 10                                           | Àmbito de recerca                                      |
| 1981 | Shichiro Enjoji                                                         | Ceràmica a Shigaraki                                                                               | 23/12/1981 | 17/01/1982 | Espai 10                                           | Àmbit de recerca                                       |
| 1981 | Lluís Doñate                                                            | Lluís Doñate                                                                                       | 25/02/1981 | 15/03/1981 | Espai 10                                           | Àmbit de recerca                                       |
| 1982 | Noël Cuin                                                               | Les maletes                                                                                        | 03/11/1982 | 05/12/1982 | El viatge                                          | Vicenç Altaió, Glòria Picazo i Rosa Queralt            |
| 1982 | Perejaume                                                               | Viatge (environement - acció)                                                                      | 03/11/1982 | 05/12/1982 | El viatge                                          | Vicenç Altaió, Glòria Picazo i Rosa Queralt            |
| 1982 | Carles Pujol                                                            | Marcs de porta (instal·lació)                                                                      | 09/12/1982 | 09/01/1983 | El viatge                                          | Vicenç Altaió, Glòria Picazo i Rosa Queralt            |
| 1982 | Deidi von Schaewen                                                      | Paisatge urbà                                                                                      | 09/12/1982 | 09/01/1983 | El viatge                                          | Vicenç Altaió, Glòria Picazo i Rosa Queralt            |
| 1982 | Laura Lamiel                                                            | Laura Lamiel                                                                                       | 14/04/1982 | 09/05/1982 | Espai 10                                           | Àmbit der recerca                                      |
| 1982 | Josep M.Sans i Serafini                                                 | Treballs cinètics                                                                                  | 17/03/1982 | 11/04/1982 | Espai 10                                           | Àmbit de recerca                                       |
| 1982 | María Helguera                                                          | Manhattan en otoño                                                                                 | 19/02/1982 | 14/03/1982 | Espai 10                                           | Àmbit de recerca                                       |
| 1982 | Albert Girós                                                            | Espai-llum-material-temps                                                                          | 20/01/1982 | 14/02/1982 | Espai 10                                           | Àmbit de recerca                                       |
| 1983 | Jordi Benito                                                            | Assaig per a l'Òpera Europa: L'avançada de Noocthung                                               | 01/12/1983 | 31/12/1983 | Espai 10                                           | Maria Josep Balsach, Carles Hac Mor i Pilar Parcerisas |
| 1983 | Andreu Terrades                                                         | El viatger furtiu                                                                                  | 06/04/1983 | 01/05/1983 | El viatge                                          | Vicenç Altaió, Glòria Picazo i Rosa Queralt            |
| 1983 | Luc Coeckelsberghs                                                      | Espai real                                                                                         | 06/04/1983 | 01/05/1983 | El viatge                                          | Vicenç Altaió, Glòria Picazo i Rosa Queralt            |
| 1983 | Col·lectiva                                                             | El vestit                                                                                          | 09/02/1983 | 06/03/1983 | El viatge                                          | Vicenç Altaió, Glòria Picazo i Rosa Queralt            |
| 1983 | Vollrad Kutscher                                                        | Geganta Barcelona (instal·lació)                                                                   | 09/02/1983 | 06/03/1983 | El viatge                                          | Vicenç Altaió, Glòria Picazo i Rosa Queralt            |
| 1983 | Gabriel                                                                 | Transl·lúcidus (instal·lació)                                                                      | 09/02/1983 | 06/03/1983 | El viatge                                          | Vicenç Altaió, Glòria Picazo i Rosa Queralt            |
| 1983 | Marta Sentís                                                            | El Caire (instal·lació)                                                                            | 09/03/1983 | 03/04/1983 | El viatge                                          | Vicenç Altaió, Glòria Picazo i Rosa Queralt            |
| 1983 | Col·lectiva                                                             | Quaderns de viatge                                                                                 | 09/03/1983 | 03/04/1983 | El viatge                                          | Vicenç Altaió, Glòria Picazo i Rosa Queralt            |
| 1983 | Lisa Rehsteiner                                                         | Estel del Nord (instal·lació)                                                                      | 12/01/1983 | 06/02/1983 | El viatge                                          | Vicenç Altaió, Glòria Picazo i Rosa Queralt            |
| 1983 | Miquel Navarro                                                          | La ciutat                                                                                          | 12/01/1983 | 06/02/1983 | El viatge                                          | Vicenç Altaió, Glòria Picazo i Rosa Queralt            |
| 1983 | Claude Caillol                                                          | J'aime la mer car je suis né au bord'elle                                                          | 18/05/1983 | 19/06/1983 | El viatge                                          | Vicenç Altaió, Glòria Picazo i Rosa Queralt            |
| 1983 | Antione Laval                                                           | Sistemes aleatoris                                                                                 | 18/05/1983 | 19/06/1983 | El viatge                                          | Vicenç Altaió, Glòria Picazo i Rosa Queralt            |
| 1983 | Àngels Ribé                                                             | Escultures                                                                                         | 20/12/1983 | 15/01/1984 | Espai 10                                           | Maria Josep Balsach, Carles Hac Mor i Pilar Parcerisas |
| 1983 | Jordi S.Valverde                                                        | Petit convit mòbil                                                                                 | 21/06/1983 | 30/09/1983 | El viatge                                          | Vicenç Altaió, Glòria Picazo i Rosa Queralt            |
| 1983 | Jordi Colomer                                                           | La profanació                                                                                      | 23/11/1983 | 18/12/1983 | Espai 10                                           | Maria Josep Balsach, Carles Hac Mor i Pilar Parcerisas |
| 1983 | Dorothée Selz                                                           | Relleus                                                                                            | 23/11/1983 | 12/12/1983 | Espai 10                                           | Maria Josep Balsach, Carles Hac Mor i Pilar Parcerisas |
| 1983 | Eugènia Balcells                                                        | Cercles de temps                                                                                   | 26/10/1983 | 20/11/1983 | Espai 10                                           | Maria Josep Balsach, Carles Hac Mor i Pilar Parcerisas |
| 1983 | Carmen de la Calzada                                                    | Mòbil. Transparència. Mòbil                                                                        | 26/10/1983 | 20/11/1983 | Espai 10                                           | Maria Josep Balsach, Carles Hac Mor i Pilar Parcerisas |
| 1984 | Elena Tondi                                                             | Instal·lació tèxtil al pati d'olivera                                                              | 01/02/1984 | 31/03/1984 | Espai 10                                           | Maria Josep Balsach, Carles Hac Mor i Pilar Parcerisas |
| 1984 | Richard Baquié, Lluís Cortés, Riera i Aragó                             | E pur si muove (Observatori Flagstaff)                                                             | 11/04/1984 | 06/05/1984 | Espai 10                                           | Maria Josep Balsach, Carles Hac Mor i Pilar Parcerisas |
| 1984 | Lluís Vilà                                                              | Entrepà enlluït                                                                                    | 15/02/1984 | 12/03/1984 | Espai 10                                           | Maria Josep Balsach, Carles Hac Mor i Pilar Parcerisas |
| 1984 | Joan Duran                                                              | Laberint Solar                                                                                     | 15/03/1984 | 08/04/1984 | Espai 10                                           | Maria Josep Balsach, Carles Hac Mor i Pilar Parcerisas |
| 1984 | Col·lectiva                                                             | Laberints                                                                                          | 15/03/1984 | 08/04/1984 | Espai 10                                           | Maria Josep Balsach, Carles Hac Mor i Pilar Parcerisas |
| 1984 | Tom Pupkievicz                                                          | Lar porsenna                                                                                       | 15/03/1984 | 08/04/1984 | Espai 10                                           | Maria Josep Balsach, Carles Hac Mor i Pilar Parcerisas |
| 1984 | SIEP (Sàpigues i Entenguis Produccions)                                 | Robert Bofarull, Carles Martínez, Francesc Vidal. Visura plàstica                                  | 15/03/1984 | 08/04/1984 | Espai 10                                           | Maria Josep Balsach, Carles Hac Mor i Pilar Parcerisas |
| 1984 | Pep Domènech                                                            | ...en el laberint                                                                                  | 19/01/1984 | 12/02/1984 | Espai 10                                           | Maria Josep Balsach, Carles Hac Mor i Pilar Parcerisas |
| 1984 | Marga Ximenez                                                           | Aparador                                                                                           | 19/01/1984 | 12/02/1984 | Espai 10                                           | Maria Josep Balsach, Carles Hac Mor i Pilar Parcerisas |
| 1984 | Eric Snell                                                              | Dibuixos magnètics                                                                                 | 19/12/1984 | 13/01/1985 | Espai 10                                           | Lena Balaguer, Maria José Corominas i Pere Salabert    |
| 1984 | Grup Positura                                                           | Espai límit                                                                                        | 19/12/1984 | 13/01/1985 | Espai 10                                           | Lena Balaguer, Maria José Corominas i Pere Salabert    |
| 1984 | Col·lectiva                                                             | La ruina (Visió i interpretació)                                                                   | 20/06/1984 | 15/07/1984 | Espai 10                                           | Maria Josep Balsach, Carles Hac Mor i Pilar Parcerisas |
| 1984 | Roger Esteve                                                            | Les promeses tel·lúriques                                                                          | 21/11/1984 | 16/12/1984 | Espai 10                                           | Lena Balaguer, Maria José Corominas i Pere Salabert    |
| 1984 | Esther Ferrer                                                           | Perfil                                                                                             | 21/11/1984 | 15/12/1984 | Espai 10                                           | Lena Balaguer, Maria José Corominas i Pere Salabert    |
| 1984 | Panamarenko                                                             | Aeroplà                                                                                            | 23/05/1984 | 17/06/1984 | Espai 10                                           | Maria Josep Balsach, Carles Hac Mor i Pilar Parcerisas |
| 1984 | Benet Rossell                                                           | Micro-òpera-2                                                                                      | 23/05/1984 | 17/06/1984 | Espai 10                                           | Maria Josep Balsach, Carles Hac Mor i Pilar Parcerisas |
| 1984 | Xavier Canals                                                           | Sol de sols                                                                                        | 24/10/1984 | 18/11/1984 | Espai 10                                           | Lena Balaguer, Maria José Corominas i Pere Salabert    |
| 1985 | Jaques Vieille                                                          | Construcció                                                                                        | 04/12/1985 | 05/01/1986 | El gust i les diferències                          | Vicenç Altaió i Glòria Picazo                          |
| 1985 | Noëlle Tisier                                                           | Esteles                                                                                            | 07/11/1985 | 01/12/1985 | El gust i les diferències                          | Vicenç Altaió i Glòria Picazo                          |
| 1985 | Luigi Stoissa                                                           | Ferro-pintura-temps                                                                                | 09/10/1985 | 03/11/1985 | El gust i les diferències                          | Vicenç Altaió i Glòria Picazo                          |
| 1985 | Pep Duran Esteva                                                        | Tot és quincalla (desfilada)                                                                       | 09/10/1985 | 03/11/1985 | El gust i les diferències                          | Vicenç Altaió i Glòria Picazo                          |
| 1985 | Alejandro Dhers, Jorge Sarraute                                         | Barcelona Rambles                                                                                  | 11/04/1985 | 05/05/1985 | Espai 10                                           | Lena Balaguer, Maria José Corominas i Pere Salabert    |
| 1985 | Eberhard Bosslet                                                        | Intervencions                                                                                      | 11/04/1985 | 05/05/1985 | Espai 10                                           | Lena Balaguer, Maria José Corominas i Pere Salabert    |
| 1985 | Pep Kamps, Leonard Beard                                                | Barcelona Beach                                                                                    | 13/02/1985 | 10/03/1985 | Espai 10                                           | Lena Balaguer, Maria José Corominas i Pere Salabert    |
| 1985 | Isaac Victor Kerlow                                                     | Obres recents                                                                                      | 13/03/1985 | 10/04/1985 | Espai 10                                           | Lena Balaguer, Maria José Corominas i Pere Salabert    |
| 1985 | Geles Viladomiu                                                         | Un gargot en l'espai                                                                               | 13/03/1985 | 07/04/1985 | Espai 10                                           | Lena Balaguer, Maria José Corominas i Pere Salabert    |
| 1985 | Jean-Luc Fournier                                                       | Jean-Luc Fournier                                                                                  | 16/01/1985 | 10/02/1985 | Espai 10                                           | Lena Balaguer, Maria José Corominas i Pere Salabert    |
| 1985 | Jean Clareboudt                                                         | Jean Clareboudt                                                                                    | 19/06/1985 | 14/07/1985 | Espai 10                                           | Lena Balaguer, Maria José Corominas i Pere Salabert    |
| 1985 | Alfio Bonnano, Gunner Møller Pederson                                   | So d'un any                                                                                        | 22/05/1985 | 16/06/1985 | Espai 10                                           | Lena Balaguer, Maria José Corominas i Pere Salabert    |
| 1986 | Col·lectiva                                                             | Aigua i aigua                                                                                      | 03/03/1986 | 27/04/1986 | El gust i les diferències                          | Vicenç Altaió i Glòria Picazo                          |
| 1986 | Chérif & Silvie Defraoui                                                | I si la terra perdés el seu poder d'atracció?                                                      | 04/06/1986 | 06/07/1986 | El gust i les diferències                          | Vicenç Altaió i Glòria Picazo                          |
| 1986 | Eva Lootz                                                               | Arenes                                                                                             | 05/02/1986 | 02/03/1986 | El gust i les diferències                          | Vicenç Altaió i Glòria Picazo                          |
| 1986 | Miguel Egaña                                                            | Des de molt lluny                                                                                  | 06/03/1986 | 30/03/1986 | El gust i les diferències                          | Vicenç Altaió i Glòria Picazo                          |
| 1986 | Petit Comité                                                            | Montse Colomé, Ramon Colomina i Lola Puentes. Objecte de vida meva                                 | 08/10/1986 | 09/11/1986 | De la causa i de l'objecte                         | Vicenç Altaió i Glòria Picazo                          |
| 1986 | Jordi Colomer                                                           | Prototips ideals                                                                                   | 08/10/1986 | 09/11/1986 | De la causa i de l'objecte                         | Vicenç Altaió i Glòria Picazo                          |
| 1986 | Gabriel                                                                 | El bonze Maura                                                                                     | 09/01/1986 | 02/02/1986 | El gust i les diferències                          | Vicenç Altaió i Glòria Picazo                          |
| 1986 | Baudouin Oosterlynch                                                    | Instal·lació musical-Performance                                                                   | 09/01/1986 | 09/01/1986 | El gust i les diferències                          | Vicenç Altaió i Glòria Picazo                          |
| 1986 | Antoni Abad                                                             | Escultures mal·leables                                                                             | 12/11/1986 | 16/12/1986 | De la causa i de l'objecte                         | Vicenç Altaió i Glòria Picazo                          |
| 1986 | Ange Leccia                                                             | Nou Camp 1986                                                                                      | 17/12/1986 | 18/01/1987 | De la causa i de l'objecte                         | Vicenç Altaió i Glòria Picazo                          |
| 1986 | Pere Noguera                                                            | Flux                                                                                               | 30/04/1986 | 25/05/1986 | El gust i les diferències                          | Vicenç Altaió i Glòria Picazo                          |
| 1987 | David Mach                                                              | Si avui t'endinses en els boscos                                                                   | 03/06/1987 | 30/06/1987 | De la causa i de l'objecte                         | Vicenç Altaió i Glòria Picazo                          |
| 1987 | Joan Duran, Pere Noguera i Riera i Aragó                                | So i llum                                                                                          | 03/06/1987 | 30/06/1987 | De la causa i de l'objecte                         | Vicenç Altaió i Glòria Picazo                          |
| 1987 | Actituds                                                                | Actituds                                                                                           | 05/03/1987 | 19/04/1987 | De la causa i de l'objecte                         | Vicenç Altaió i Glòria Picazo                          |
| 1987 | Aureli Ruiz                                                             | Indicis                                                                                            | 21/01/1987 | 01/03/1987 | De la causa i de l'objecte                         | Vicenç Altaió i Glòria Picazo                          |
| 1987 | Luc Deleu                                                               | Gran arc de triomf                                                                                 | 24/04/1987 | 31/10/1987 | De la causa i de l'objecte                         | Vicenç Altaió i Glòria Picazo                          |
| 1987 | Erna Verlinden                                                          | Traces de l'espai                                                                                  | 24/04/1987 | 31/05/1987 | De la causa i de l'objecte                         | Vicenç Altaió i Glòria Picazo                          |
| 1988 | Pello Irazu                                                             | Escriptura i dibuixos                                                                              | 09/06/1988 | 28/08/1988 |                                                    | Margit Rowell                                          |
| 1988 | Marie Ponchelet                                                         | Cripta                                                                                             | 13/10/1988 | 27/11/1988 |                                                    | Margit Rowell                                          |
| 1988 | Bruno Bolze                                                             | La presència de l'absència                                                                         | 13/12/1988 | 22/01/1989 |                                                    | Margit Rowell                                          |
| 1989 | Federico Guzmán                                                         | Federico Guzmán                                                                                    | 07/02/1989 | 27/03/1989 |                                                    | Margit Rowell                                          |
| 1989 | Àngel Jové                                                              | Àngel Jové                                                                                         | 14/12/1989 | 14/01/1990 | Figuracions de l'espai                             | Miquel Molins                                          |
| 1989 | Erik Levine                                                             | Erik Levine                                                                                        | 29/03/1989 | 15/05/1989 |                                                    | Margit Rowell                                          |
| 1990 | Manel Esclusa                                                           | Manel Esclusa                                                                                      | 01/02/1990 | 25/02/1990 | Figuracions de l'espai                             | Miquel Molins                                          |
| 1990 | Anna Mauri                                                              | Vernissage                                                                                         | 01/03/1990 | 01/04/1990 | Figuracions de l'espai                             | Miquel Molins                                          |
| 1990 | Lorenzo Valverde                                                        | Sótano iniciático                                                                                  | 05/04/1990 | 06/05/1990 | Figuracions de l'espai                             | Miquel Molins                                          |
| 1990 | Joan Rom                                                                | Joan Rom                                                                                           | 10/05/1990 | 10/06/1990 | Figuracions de l'espai                             | Miquel Molins                                          |
| 1990 | Albert Viaplana i Helio Piñón                                           | Albert Viaplana i Helio Piñón                                                                      | 14/06/1990 | 15/07/1990 | Figuracions de l'espai                             | Miquel Molins                                          |
| 1991 | Chéri Samba                                                             | Obres                                                                                              | 02/05/1991 | 02/06/1991 | Formes de la dissensió                             | Miquel Molins                                          |
| 1991 | Jarg Geismar                                                            | Vespa                                                                                              | 03/10/1991 | 10/11/1991 | Comunicacions. El vigor de l'efímer                | Frederic Montornés                                     |
| 1991 | Roberto Sánchez i Guillermo Gómez Peña                                  | 500 anys de genocidi                                                                               | 13/06/1991 | 14/07/1991 | Formes de la dissensió                             | Miquel Molins                                          |
| 1991 | Esther Rovira                                                           | Kitharistérios                                                                                     | 14/11/1991 | 15/12/1991 | Comunicacions. El vigor de l'efímer                | Frederic Montornés                                     |
| 1991 | Manuel Saiz                                                             | Cercles virtuosos (El món perfectament buit)                                                       | 19/12/1991 | 26/01/1992 | Comunicacions. El vigor de l'efímer                | Frederic Montornés                                     |
| 1991 | Perejaume                                                               | Pintura per a exteriors                                                                            | 21/02/1991 | 17/03/1991 | Formes de la dissensió                             | Miquel Molins                                          |
| 1991 | General Idea                                                            | AIDS                                                                                               | 21/03/1991 | 28/04/1991 | Formes de la dissensió                             | Miquel Molins                                          |
| 1992 | Ana Laura Aláez i Alberto Peral                                         | Superfície                                                                                         | 03/12/1992 | 10/01/1993 | Bloc de fragments                                  | Frederic Montornés                                     |
| 1992 | Idroj Sanicne                                                           | Miopies                                                                                            | 12/03/1992 | 26/04/1992 | Comunicacions. El vigor de l'efímer                | Frederic Montornés                                     |
| 1992 | Montserrat Soto                                                         | Passos                                                                                             | 22/10/1992 | 29/11/1992 | Bloc de fragments                                  | Frederic Montornés                                     |
| 1992 | Paco Vacas                                                              | Desplaçament                                                                                       | 30/01/1992 | 05/03/1992 | Comunicacions. El vigor de l'efímer                | Frederic Montornés                                     |
| 1992 | André Jasinski                                                          | Holzwege                                                                                           | 30/04/1992 | 14/06/1992 | Comunicacions. El vigor de l'efímer                | Frederic Montornés                                     |
| 1993 | Susy Gómez                                                              | S.t.                                                                                               | 02/12/1993 | 23/01/1994 | Sense títol                                        | Frederic Montornés                                     |
| 1993 | Ester Baulida                                                           | Tenda de lona mora                                                                                 | 14/01/1993 | 14/02/1993 | Bloc de fragments                                  | Frederic Montornés                                     |
| 1993 | Mitja Tusek                                                             | Quelconque                                                                                         | 18/02/1993 | 21/03/1993 | Bloc de fragments                                  | Frederic Montornés                                     |
| 1993 | Serafín Rodríguez                                                       | La bajamar                                                                                         | 21/10/1993 | 28/11/1993 | Sense títol                                        | Frederic Montornés                                     |
| 1994 | Jesús Martínez Oliva                                                    | Fluídos discontinuos                                                                               | 01/02/1994 | 13/03/1994 | Sense títol                                        | Frederic Montornés                                     |
| 1994 | Col·lectiva                                                             | Corpus delicti                                                                                     | 05/05/1994 | 19/06/1994 | Sense títol                                        | Frederic Montornés                                     |
| 1994 | Veit Stratmann                                                          | Veit Stratmann                                                                                     | 13/10/1994 | 20/11/1994 | Balcons                                            | Mònica Regàs                                           |
| 1994 | Rosa Vázquez                                                            | Ruido                                                                                              | 15/12/1994 | 15/01/1995 | Balcons                                            | Mònica Regàs                                           |
| 1994 | Tere Recarens                                                           | Et cauran les dents                                                                                | 17/03/1994 | 01/05/1994 | Sense títol                                        | Frederic Montornés                                     |
| 1995 | C-72r                                                                   | T'has deixat las claus al pany                                                                     | 08/06/1995 | 18/06/1995 | Balcons                                            | Mònica Regàs                                           |
| 1995 | Raimond Chaves                                                          | Guayabo                                                                                            | 09/03/1995 | 23/04/1995 | Balcons                                            | Mònica Regàs                                           |
| 1995 | Santiago Sierra, Manuel Ludeña i Juan Manuel Forte                      | Santiago Sierra, Manuel Ludeña i Juan Manuel Forte                                                 | 19/01/1995 | 05/03/1995 | Balcons                                            | Mònica Regàs                                           |
| 1995 | Fernando Prats                                                          | Cripta                                                                                             | 23/11/1995 | 07/01/1996 | Pandemònium                                        | Mònica Regàs                                           |
| 1995 | Neus Buira                                                              | Què mires?                                                                                         | 27/04/1995 | 04/06/1995 | Balcons                                            | Mònica Regàs                                           |
| 1995 | Fundación Joan Tabique                                                  | Oix-Reus-París-Londres                                                                             | 28/09/1995 | 19/11/1995 | Pandemònium                                        | Mònica Regàs                                           |
| 1996 | Ariane Epars                                                            | Ariane Epars                                                                                       | 11/01/1996 | 25/02/1996 | Pandemònium                                        | Mònica Regàs                                           |
| 1996 | Ramon Roig                                                              | Paranys                                                                                            | 11/04/1996 | 19/05/1996 | Pandemònium                                        | Mònica Regàs                                           |
| 1996 | ***                                                                     | núm 2.01                                                                                           | 19/12/1996 | 12/01/1997 | Anatomies de l'ànima                               | Ferran Barenblit                                       |
| 1996 | José Aja de los Ríos, Ignacio Hernando, Yves Bélorgey i Mireille Kassar | Ping-pong                                                                                          | 23/05/1996 | 30/06/1996 | Pandemònium                                        | Mònica Regàs                                           |
| 1996 | Jesús Galdón                                                            | A aquesta banda del mirall                                                                         | 24/10/1996 | 08/12/1996 | Anatomies de l'ànima                               | Ferran Barenblit                                       |
| 1996 | Benjamí Álvarez, Anne-Marie Schneider i David Renaud                    | Gent com Déu mana                                                                                  | 29/02/1996 | 08/04/1996 | Pandemònium                                        | Mònica Regàs                                           |
| 1997 | Jackie Brookner                                                         | Llengües natives                                                                                   | 05/06/1997 | 27/07/1997 | Anatomies de l'ànima                               | Ferran Barenblit                                       |
| 1997 | Leopoldo Ferran i Agustina Otero                                        | La trinxera líquida                                                                                | 06/11/1997 | 14/12/1997 | Cercles invisibles                                 | Ferran Barenblit                                       |
| 1997 | Espai Obert                                                             | Convocatòria d'artistes                                                                            | 09/05/1997 | 11/05/1997 | Anatomies de l'ànima                               | Ferran Barenblit                                       |
| 1997 | Stephen Taylor Woodrow                                                  | Stephen Taylor Woodrow                                                                             | 15/05/1997 | 25/05/1997 | Anatomies de l'ànima                               | Ferran Barenblit                                       |
| 1997 | Anna Marín                                                              | Sic transit                                                                                        | 18/12/1997 | 25/01/1998 | Cercles invisibles                                 | Ferran Barenblit                                       |
| 1997 | Paco Cao                                                                | Alma mater                                                                                         | 20/03/1997 | 04/05/1997 | Anatomies de l'ànima                               | Ferran Barenblit                                       |
| 1997 | LoCurto                                                                 | LoCurto                                                                                            | 23/01/1997 | 16/03/1997 | Anatomies de l'ànima                               | Ferran Barenblit                                       |
| 1998 | Heidi Kumao                                                             | Sistema nerviós                                                                                    | 04/06/1998 | 26/07/1998 | Cercles invisibles                                 | Ferran Barenblit                                       |
| 1998 | Perry Hoberman & Galeria Virtual                                        | Lightpools o el Ball del fanalet                                                                   | 05/11/1998 | 15/11/1998 | Singular Electrics                                 | Jorge Luis Marzo, Rosa Sánchez i Tere Badia            |
| 1998 | Espai Obert                                                             | Convocatòria d'artistes                                                                            | 14/05/1998 | 31/05/1998 | Cercles invisibles                                 | Ferran Barenblit                                       |
| 1998 | Xavier Hurtado                                                          | Computación espontánea                                                                             | 17/12/1998 | 21/02/1999 | Singular Electrics                                 | Jorge Luís Marzo, Rosa Sánchez i Tere Badia            |
| 1998 | Yaya Tur                                                                | Vies de cadència                                                                                   | 26/03/1998 | 10/05/1998 | Cercles invisibles                                 | Ferran Barenblit                                       |
| 1998 | Liza Lou                                                                | El jardí de casa                                                                                   | 29/01/1998 | 15/03/1998 | Cercles invisibles                                 | Ferran Barenblit                                       |
| 1999 | Adam de la Croix                                                        | Canvi d'adreça                                                                                     | 02/12/1999 | 16/01/2000 | Un oasis en el desert blau                         | Michelle Marxuach                                      |
| 1999 | Charles Juhasz Alvarado                                                 | Tu-Tran                                                                                            | 14/10/1999 | 21/11/1999 | Un oasis en el desert blau                         | Michelle Marxuach                                      |
| 1999 | Seiko Mikami                                                            | Molecular Informatics                                                                              | 18/03/1999 | 09/05/1999 | Singular Electrics                                 | Jorge Luís Marzo, Rosa Sánchez i Tere Badia            |
| 1999 | David Hoffos                                                            | Catástrofe                                                                                         | 20/05/1999 | 18/07/1999 | Singular Electrics                                 | Jorge Luís Marzo, Rosa Sánchez i Tere Badia            |
| 2000 | Nicola Constantino                                                      | Sofisticació                                                                                       | 01/12/2000 | 14/01/2001 | Per a tots els públics                             | Mònica Regàs, Ferran Barenblit i Frederic Montornés    |
| 2000 | Dhara Rivera                                                            | El soterrani i el jardí                                                                            | 04/05/2000 | 04/06/2000 | Un oasis en el desert blau                         | Michelle Marxuach                                      |
| 2000 | Carles Congost                                                          | Country Girls                                                                                      | 05/10/2000 | 26/11/2000 | Per a tots els públics                             | Mònica Regàs, Ferran Barenblit i Frederic Montornés    |
| 2000 | Col·lectiva                                                             | Espai obert                                                                                        | 15/06/2000 | 09/07/2000 | Un oasis en el desert blau                         | Michelle Marxuach                                      |
| 2000 | Chemi Rosado Seijo                                                      | Tapant per veure-hi                                                                                | 23/03/2000 | 24/04/2000 | Un oasis en el desert blau                         | Michelle Marxuach                                      |
| 2000 | Ignacio Lang                                                            | Buscant un senyal                                                                                  | 27/01/2000 | 12/03/2000 | Un oasis en el desert blau                         | Michelle Marxuach                                      |
| 2001 | Xavier Veilhan                                                          | Lightworks                                                                                         | 04/10/2001 | 18/11/2001 | Homo ludens. L'art en joc                          | Grazia Quaroni                                         |
| 2001 | Erwin Wurm                                                              | Vídeos 1992-2001                                                                                   | 08/03/2001 | 22/04/2001 | Per a tots els públics                             | Mònica Regàs, Ferran Barenblit i Frederic Montornés    |
| 2001 | Claude Lévêque                                                          | Let's Dance                                                                                        | 14/06/2001 | 29/07/2001 | Per a tots els públics                             | Mònica Regàs, Ferran Barenblit i Frederic Montornés    |
| 2001 | Michel François                                                         | Psico-jardií                                                                                       | 14/06/2001 | 29/07/2001 | Per a tots els públics                             | Mònica Regàs, Ferran Barenblit i Frederic Montornés    |
| 2001 | Santiago Mayo                                                           | s/t                                                                                                | 18/01/2001 | 04/03/2001 | Per a tots els públics                             | Mònica Regàs, Ferran Barenblit i Frederic Montornés    |
| 2001 | Douglas Gordon                                                          | s/t                                                                                                | 26/04/2001 | 10/06/2001 | Per a tots els públics                             | Mònica Regàs, Ferran Barenblit i Frederic Montornés    |
| 2001 | Joseph Grigely                                                          | Informació                                                                                         | 26/04/2001 | 10/06/2001 | Per a tots els públics                             | Mònica Regàs, Ferran Barenblit i Frederic Montornés    |
| 2001 | Joao Louro                                                              | La pensée et l'erreur                                                                              | 26/04/2001 | 10/06/2001 | Per a tots els públics                             | Mònica Regàs, Ferran Barenblit i Frederic Montornés    |
| 2001 | Daniel Chust                                                            | Daniel Chust                                                                                       | 29/11/2001 | 13/01/2002 | Homo ludens. L'art en joc                          | Grazia Quaroni                                         |
| 2002 | Thomas Huber                                                            | Thomas Huber                                                                                       | 09/05/2002 | 16/06/2002 | Homo ludens. L'art en joc                          | Grazia Quaroni                                         |
| 2002 | Franz Ackermann, Michel Gouéry, Fred Tomaselli                          | Psychodrome.02                                                                                     | 19/12/2002 | 09/02/2003 | Psychodrome                                        | Grazia Quaroni i David Renaud                          |
| 2002 | Aernout Mik                                                             | Aernout Mik                                                                                        | 20/06/2002 | 28/07/2002 | Homo ludens. L'art en joc                          | Grazia Quaroni                                         |
| 2002 | Vik Muniz                                                               | Vik Muniz                                                                                          | 21/03/2002 | 28/04/2002 | Homo ludens. L'art en joc                          | Grazia Quaroni                                         |
| 2002 | Grazia Toderi                                                           | Grazia Toderi                                                                                      | 24/01/2002 | 10/03/2002 | Homo ludens. L'art en joc                          | Grazia Quaroni                                         |
| 2002 | Michel Gouéry, Mariko Mori, David Renaud                                | Psychodrome.01                                                                                     | 31/10/2002 | 08/12/2002 | Psychodrome                                        | Grazia Quaroni i David Renaud                          |
| 2003 | Jens Haaning                                                            | Antonio, Aurangzeab, Deniz, Ecevit, Faysal, Hakan, Murat, Oemer, Radovan, Sambas, Shabeer i Dennis | 04/12/2003 | 11/01/2004 | Angle de visió: 143r.. Objects in the rear view... | Montse Badia                                           |
| 2003 | Luís Bisbe                                                              | Pin Pan Pum                                                                                        | 09/10/2003 | 30/11/2003 | Angle de visió: 143r. Objects in the rear view.... | Montse Badia                                           |
| 2003 | Tor-Magnus Lundeby, Ugo Rondinone, David Renaud, Hugues Reip            | Psychodrome.04                                                                                     | 16/05/2003 | 20/07/2003 | Psychodrome                                        | Grazia Quaroni i David Ranaud                          |
| 2003 | Beatriz Barral, Tor-Magnus Lundeby, Fred Tomaselli                      | Psychodrome.03                                                                                     | 27/02/2003 | 27/04/2003 | Psychodrome                                        | Grazia Quaroni i David Ranaud                          |
| 2004 | Francesc Ruiz                                                           | Soy Sauce                                                                                          | 01/10/2004 | 31/05/2005 | Obsessions (zero % estàndard)                      | Montse Badia                                           |
| 2004 | Claude Closky                                                           | U                                                                                                  | 11/03/2004 | 18/04/2004 | Angle de visió: 143r.. Objects in the rear view... | Montse Badia                                           |
| 2004 | Sumi Maro                                                               | Masterpieces                                                                                       | 15/10/2004 | 06/12/2004 | Obsessions (zero % estàndard)                      | Montse Badia                                           |
| 2004 | Joost Conijn                                                            | Two films                                                                                          | 17/12/2004 | 06/02/2005 | Obsessions (zero % estàndard)                      | Montse Badia                                           |
| 2004 | Antoni Ortega                                                           | Fe i entusiasme                                                                                    | 22/01/2004 | 29/02/2004 | Angle de visió: 143r.. Objects in the rear view... | Montse Badia                                           |
| 2004 | Simon Starling                                                          | Exposition                                                                                         | 29/04/2004 | 06/06/2004 | Angle de visió: 143r.. Objects in the rear view... | Montse Badia                                           |
| 2005 | Maïder Fortuné                                                          | Maïder Fortuné                                                                                     | 06/10/2005 | 04/12/2005 | Hi havia una vegada ...                            | Marie Thérèse Champesme i Pascale Pronnier             |
| 2005 | Peter Land                                                              | Hasty Departure (Sortida precipitada)                                                              | 14/04/2005 | 05/06/2005 | Obsessions (zero % estàndard)                      | Montse Badia                                           |
| 2005 | Laurent Pernot                                                          | Laurent Pernot                                                                                     | 15/12/2005 | 29/01/2006 | Hi havia una vegada ...                            | Marie Thérèse Champesme i Pascale Pronnier             |
| 2005 | Thorsten Goldberg                                                       | Things are generally different behind closed doors                                                 | 18/02/2005 | 03/04/2005 | Obsessions (zero % estàndard)                      | Montse Badia                                           |
| 2006 | Laura Henno                                                             | Fotografies                                                                                        | 06/04/2006 | 28/05/2006 | Hi havia una vegada ...                            | Marie Thérèse Champesme i Pascale Pronnier             |
| 2006 | Sebastien Díaz Morales                                                  | The Man with the Bag                                                                               | 06/04/2006 | 28/05/2006 | Hi havia una vegada ...                            | Marie Thérèse Champesme i Pascale Pronnier             |
| 2006 | Laura Erber                                                             | Laura Erber                                                                                        | 09/02/2006 | 26/03/2006 | Hi havia una vegada ...                            | Marie Thérèse Champesme i Pascale Pronnier             |
| 2006 | Arno Fabre                                                              | Dropper'01                                                                                         | 15/06/2006 | 30/07/2006 | Hi havia una vegada ...                            | Marie Thérèse Champesme i Pascale Pronnier             |
| 2006 | Fabien Giraud                                                           | Fabien Giraud                                                                                      | 19/10/2006 | 22/11/2006 | Pigments i píxels                                  | Pascale Pronnier i Marie Thérèse Champesme             |
| 2006 | Gregg Smith                                                             | Gregg Smith                                                                                        | 30/11/2006 | 21/01/2007 | Pigments i píxels                                  | Pascale Pronnier i Marie Thérèse Champesme             |
| 2007 | Carolina Saquel                                                         | La catàstrofe és groga                                                                             | 08/02/2007 | 18/03/2007 | Pigments i píxels                                  | Pascale Pronnier i Marie Thérèse Champesme             |
| 2007 | Qubo gas                                                                | Lauran Henno, Jef Ablézot, Morgan Dimnet                                                           | 14/06/2007 | 29/07/2007 | Pigments i píxels                                  | Pascale Pronnier i Marie Thérèse Champesme             |
| 2007 | Vaeceslav Druta                                                         | Vaeceslav Druta                                                                                    | 19/05/2007 | 19/05/2007 | Pigments i píxels                                  | Pascale Pronnier i Marie Thérèse Champesme             |
| 2007 | Aya Takano                                                              | Tradició i modernitat                                                                              | 20/09/2007 | 11/11/2007 | Kawaii!. El Japó ara                               | Hélène Kelmachter                                      |
| 2007 | Erina Matsui                                                            | Kawaii? O la infantesa de l'art                                                                    | 22/11/2007 | 13/01/2008 | Kawaii!. El Japó ara                               | Hélène Kelmachter                                      |
| 2007 | Antonia Armelina Fritche, Cyprien Quairat i Sébastien Caillat           | Antonia Armelina Fritche, Cyprien Quairat i Sébastien Caillat                                      | 29/03/2007 | 04/06/2007 | Pigments i píxels                                  | Pascale Pronnier i Marie Thérèse Champesme             |
| 2008 | Juan López                                                              | Avui no aspiro a res                                                                               | 02/10/2008 | 16/11/2008 | Els vint-i-quatre graons                           | Jorge Díez                                             |
| 2008 | Tomoko Sawada                                                           | Identitats                                                                                         | 03/04/2008 | 18/05/2008 | Kawaii!. El Japó ara                               | Hélène Kelmachter                                      |
| 2008 | Chiho Aoshima                                                           | Terror i seducció                                                                                  | 24/01/2008 | 24/03/2008 | Kawaii!. El Japó ara                               | Hélène Kelmachter                                      |
| 2008 | Diana Larrea                                                            | Electrocosmos                                                                                      | 27/11/2008 | 11/01/2009 | Els vint-i-quatre graons                           | Jorge Díez                                             |
| 2008 | Kohei Nawa                                                              | La poesia de l'estranyesa                                                                          | 29/05/2008 | 20/07/2008 | Kawaii!. El Japó ara                               | Hélène Kelmachter                                      |
| 2009 | Mayte Vieta                                                             | Cossos de Llum                                                                                     | 08/10/2009 | 08/12/2009 | Silenci explícit                                   | Tres                                                   |
| 2009 | Mario García Torres                                                     | It's embarrassing, but for some time now I've only had title ideas in English                      | 16/12/2009 | 21/02/2010 | Silenci explícit                                   | Tres                                                   |
| 2009 | Javier Arce                                                             | L'ornament de les masses: vermell, blanc i blau                                                    | 22/01/2009 | 15/03/2009 | Els vint-i-quatre graons                           | Jorge Díez                                             |
| 2009 | Abigail Lazkoz                                                          | Shuffle                                                                                            | 26/03/2009 | 17/05/2009 | Els vint-i-quatre graons                           | Jorge Díez                                             |
| 2009 | Raúl Belinchón                                                          | Kéyah                                                                                              | 28/05/2009 | 12/07/2009 | Els vint-i-quatre graons                           | Jorge Díez                                             |
| 2010 | Tom Kotik                                                               | Arquitectures de silenci                                                                           | 03/03/2010 | 25/04/2010 | Silenci explícit                                   | Tres                                                   |
| 2010 | Sophie Whettnall                                                        | Excés de yang                                                                                      | 06/05/2010 | 27/06/2010 | Silenci explícit                                   | Tres                                                   |
| 2010 | Marcus Coates                                                           | Dawn Chorus                                                                                        | 07/10/2010 | 06/12/2010 | So implícit                                        | Tres                                                   |
| 2010 | Sirous Namazi                                                           | Interior                                                                                           | 08/07/2010 | 05/09/2010 | Silenci explícit                                   | Tres                                                   |
| 2010 | Ester Mañas                                                             | Ester Mañas                                                                                        | 16/12/2010 | 06/02/2011 | So implícit                                        | Tres                                                   |
| 2011 | Su-Mei Tse                                                              | Vertigen de la vida                                                                                | 05/05/2011 | 03/07/2011 | So implícit                                        | Tres                                                   |
| 2011 | João Onofre                                                             | João Onofre                                                                                        | 14/07/2011 | 11/09/2011 | So implícit                                        | Tres                                                   |
| 2011 | Michael Sailstorfer                                                     | Sonar                                                                                              | 17/02/2011 | 25/04/2011 | So implícit                                        | Tres                                                   |
| 2011 | Daniela Ortiz                                                           | Recursos humans                                                                                    | 24/11/2011 | 08/01/2012 | El final és el lloc des d'on comencem              | Karin Campbell                                         |
| 2011 | Mireia C.Saladrigues                                                    | El seu museu                                                                                       | 29/09/2011 | 13/11/2011 | El final és el lloc des d'on comencem              | Karin Campbell                                         |
| 2012 | Mireia Sallarès                                                         | Mireia Sallarès                                                                                    | 10/05/2012 | 08/07/2012 | El final és el lloc des d'on comencem              | Karin Campbell                                         |
| 2012 | Jordi Mitjà                                                             | Monument. Lladres de filferro                                                                      | 05/10/2012 | 02/12/2012 | Perplexitat                                        | David Armengol                                         |